# Tanger-Tétouan
Tanger-Tétouan (en arabe : طنجة تطوان) était une ancienne région marocaine , et l'une des seize régions du Maroc avant le découpage territorial de 2015. Elle devient la nouvelle région Tanger-Tétouan-Al Hoceima en intégrant la province d'Al Hoceima.
Elle se trouve à la pointe nord-ouest du Maroc, dans la chaîne montagneuse du Rif.  Sa superficie était de 11 570 km2 pour une population de 2 470 372 habitants en 2006. Son chef-lieu était la ville de Tanger.
La région est baignée par le détroit de Gibraltar et la mer Méditerranée au nord et l'océan Atlantique à l'ouest.

## Organisation administrative
Alors qu'à chaque région du Maroc correspond habituellement une wilaya, celle de Tanger-Tétouan en comprend deux, regroupant les préfectures et provinces suivantes : 
- wilaya de la région de Tanger-Tétouan :
  - préfecture de Tanger-Asilah,
  - province de Fahs Anjra ;
- wilaya de Tétouan :
  - préfecture de M'diq-Fnideq,
  - province de Chefchaouen,
  - province de Larache,
  - province d'Ouezzane,
  - province de Tétouan[6].

## Démographie
| 2 036 032                                               | 2 470 372 | 3 002 108 |
| 1994, 2004 : recensement officiel ; 2007 : calculation. |           |           |

Le climat a le caractère général du climat méditerranéen mais par sa latitude, son altitude et sa triple façade maritime, la région est une des zones les plus arrosées au Maroc (+ de 1000 mm).
D’après le recensement général de la population et de l’habitat de 1994, la population de la région est évaluée à 2,04 millions d’habitants, ce qui représente 8 % de la population totale du Maroc. En l’an 2010, elle est estimée à 3 millions d’habitants dont 86 % sera urbaine.

## Économie
Les principales activités économiques sont l'agriculture, l'élevage, la forêt et la pêche avec 43,5 % suivis du commerce (14,4 %) et de l'industrie et l'artisanat (13,7 %). Cependant, les secteurs de l'industrie et du commerce connaissent en ce moment un développement très rapide par rapport aux autres régions du pays et cela grâce à l'amélioration du réseau autoroutier, de la construction du port Tanger med et de free zones et du port de Tanger Ville.

## Histoire
L’Homme se serait établi dans le territoire de la région dès le paléolithique et les relations entre les habitants de la péninsule tingitaine avec ceux des autres régions de la Méditerranée sont attestées dès cette époque.
Pendant l’antiquité, le phénomène urbain s’y développa. Les villes actuelles sont héritières d’une occupation urbaine antique, du moins pour Tanger (Tingis), Asila (Zilil), Larache (Lixus) et Tétouan (Tamuda). Chaouen, quant à elle, surgit tardivement dans un milieu rural et montagnard où les facteurs politico-religieux et l’apport andalous furent déterminants.
Les médinas des villes de la région de Tanger-Tétouan présentent un intérêt touristique spécifique de par leur héritage historique fort influencé par les cultures du pourtour méditerranéen (al-Andalus, Turquie, Portugal). Comme toutes les villes historiques du Maroc, elles sont composées de deux entités urbaines : la Médina avec sa Kasba et la ville moderne. La première est toujours entourée de remparts. La deuxième s'est développée en dehors des remparts historiques. Elle date de l’époque du régime international pour Tanger et de l'époque du Protectorat espagnol (1912-1956) pour Tétouan, Larache, Chaouen, Asila. La plupart de ces villes sont des ports qui ont vécu des expériences distinctes à travers l'histoire.
La position géographique de la région lui a permis de jouer le rôle de tête de pont entre le Maroc et l’Europe en temps de paix comme en temps de guerre. Il fut un temps où certaines des villes de la région ont été occupées par des pays européens (Espagne, Portugal et l’Angleterre).

## Tourisme
Les médinas :
- Médina de Tanger : la cosmopolite
- Médina de Larache : héritière des jardins des Hespérides
- Médina d’Asilah : art et culture
- Médina de Tétouan : l’andalouse, la plus belle médina du Maroc < Patrimoine Mondial de l'UNESCO >
- Médina de Chefchaouen : la citadelle rustique
- Médina de Ouezzane : la ville sainte